# C/390 Q1
C/390 Q1 è una cometa non periodica che poté essere vista ad occhio nudo nel 390, quando arrivò al suo perielio, a una distanza di circa 137 milioni di km, ossia circa 0,92 au, dal Sole. A causa della sua eccezionale luminosità, è annoverata tra le "Grandi Comete".

## Osservazione
La data esatta della scoperta di questa cometa non è nota con certezza ma, sebbene vi siano alcune discrepanze, dai dati osservazionali riportati in una cronaca cinese del VII secolo, il Libro dei Chen, sembra che la cometa sia stata probabilmente scoperta come una "stella scintillante" nel cielo mattutino del 22 agosto 390.  La cometa fu probabilmente scoperta nello stesso periodo anche in Corea, tuttavia il testo di riferimento è in questo caso meno chiaro sulla data e riporta solo la comparsa di una "stella scintillante" tra la fine di luglio e la fine di agosto.
Secondo le informazioni lasciateci dagli studiosi cinesi, al momento della sua scoperta la cometa, di colore bianco, si trovava nella costellazione dei Gemelli mentre già l'8 settembre si trovava nell'Orsa Maggiore, e la sua coda era arrivata a un'ampiezza di 100°. Dopodiché, il 17 settembre, C/390 Q1 sarebbe stata vista per l'ultima volta in Cina mentre entrava nella regione delle stelle circumpolari.
C/390 Q1 è stata probabilmente osservata anche in Europa, ma sono disponibili solo date imprecise dei suoi avvistamenti.
Nella sua Ekklesiastike Historia, scritta tra il 425 e il 433, lo storico bizantino Filostorgio scrisse ampiamente di quella che descrisse come "una nuova e strana stella... che annuncia l'arrivo di grandissime catastrofi nel mondo" avvistata per la prima volta "verso mezzanotte a est" poco prima della partenza dell'imperatore Teodosio da Roma alla volta di Milano avvenuta all'inizio del settembre 389. Sempre parlando di questa nuova stella, descritta coma "grande e luminosa, e di luminosità appena inferiore alla stella del mattino", Filostorgio continua raccontando di come la cometa apparisse e dicendo che sembrava come se "stelle fossero raggruppate attorno ad essa su tutti i lati come uno sciame di api". Successivamente, "la luce di tutte queste stelle si unì" e la cometa apparve come una "grande e terribile" spada a doppia lama, con la stella apparsa per prima sita nell'elsa della spada e un raggio di luce che brillava attraverso la lama. La cometa poi migrò lentamente verso nord, descrivendo un leggero arco a sinistra e dopo 40 giorni, scomparve di nuovo nella costellazione dell'Orsa Maggiore. Le osservazioni di Filostorgio sono accompagnate da riferimenti ad eventi storici noti, il che rende difficile dubitare della loro accuratezza e mentre potrebbe essere più probabile che siano stati gli annali cinesi a sbagliare di un anno la data della comparsa della cometa. Tuttavia, nella sua opera Chronicon, lo storico bizantino del VI secolo Conte Marcellino sostiene che siano apparse due comete distinte a quasi un anno esatto di distanza, nel 389 e nel 390:
(390) III. Valentiniani Ago. IIII et Neoterii. Signum in caelo quasi columna pendens ardensque per dies triginta apparuit.»
[390] III. [Consolato di] Valentiniano Ago. IV e di Neoterio. Un segno nel cielo come una colonna sospesa e ardente apparve per 30 giorni.»
(Conte Marcellino, Chronicon (518))
Sebbene secondo alcuni ricercatori Marcellino parla in realtà della stessa cometa, tuttavia non si hanno sufficienti dati per poter asserire senza ombra di dubbio che la cometa descritta da Filostorgio e quella descritta dagli osservatori cinesi sia la stessa o meno, dato che altri resoconti di osservazioni europee citano sempre solamente l'anno di avvistamento della cometa senza fornire ulteriori dettagli.

## Orbita
Basandosi sui dati di 3 osservazioni effettuate in 26 giorni e riportate dalle cronache cinesi, Ichiro Hasegawa ha determinato solo un'orbita parabolica piuttosto incerta che risulta inclinata di circa 36° rispetto all'eclittica. Secondo tale orbita, la cometa avrebbe raggiunto il suo perielio il 5 settembre 390, a circa 138 milioni di chilometri dal Sole, appena all'interno dell'orbita terrestre, e ciò dopo essere passata a circa 15 milioni di chilometri (circa 0,10 unità astronomiche) dalla Terra attorno al 18 agosto ed aver raggiunto una magnitudine apparente pari, si stima, a -1.
A causa dei dati iniziali incerti, non è possibile affermare se e quando la cometa potrebbe tornare nel sistema solare interno.